# Hope & Faith
Hope & Faith is een Amerikaanse komedieserie (sitcom) over het leven van de twee zussen Hope en Faith. Deze werd oorspronkelijk uitgezonden van september 2003 tot en met mei 2006 in 74 afleveringen verdeeld over drie seizoenen. De serie werd uitgezonden door ABC.

## Uitgangspunt
Hope Shanowski (Faith Ford) is getrouwd met de excentrieke Chaley (Ted McGinley), die een hekel heeft aan haar zus Faith Fairfield (Kelly Ripa). Samen hebben ze drie kinderen. Faith is een werkloze soapactrice die 'voorlopig' bij Hope inwoont, wat bij Hopes man Charley nogal wat irritaties teweegbrengt. Telkens belanden Hope en Faith samen in de precaire situaties door Faiths onvolwassen gedrag en excentrieke karakter.

## Rolverdeling
- Faith Ford - Hope
- Kelly Ripa - Faith
- Ted McGinley - Charley
- Megan Fox - Sydney
- Macey Cruthird - Hayley
- Paulie Litt - Justin